# Bình Thành, Giồng Trôm
Bình Thành là một xã thuộc huyện Giồng Trôm, tỉnh Bến Tre, Việt Nam.
Xã Bình Thành có diện tích 16,05 km², dân số năm 1999 là 10.081 người, mật độ dân số đạt 628 người/km².